# Batalha de Atenas (199 a.C.)
A Batalha de Atenas foi travada em 199 a.C. entre as forças de Atenas e o exército do Reino da Macedônia, comandado pelo rei antigônida Filipe V da Macedônia.

## Batalha
Em 199 a.C., Filipe V, à frente de 5 000 soldados e 300 caveleiros, partiu da Beócia e seguiu diretamente para Atenas. O exército macedônico foi avistado pelos atenienses, o que permitiu que os defensores estivessem bem preparados quando Filipe chegou à muralha da cidade na manhã do dia seguinte. Depois de um breve descanso, os macedônios começaram o ataque rompendo a formação de batalha, que ocorreu a noroeste das portas da cidade. Depois de um violento combate, do qual o rei participou pessoalmente, os atenienses conseguiram manter suas posições no portão da cidade. Quando Filipe se retirou para um lugar seguro, os atenienses fecharam as portas novamente e se abrigaram atrás da muralha. Em represália pelo fracasso, Filipe ordenou que todos os edifícios fora da muralha fossem incendiados, incluindo o Templo de Hércules. Nos dias seguintes, os defensores de Atenas receberam ajuda de tropas auxiliares do Reino de Pérgamo e da República Romana, o que fez com que os macedônios se retirassem do Peloponeso.